# Cyril IX. Moughabghab
Cyril IX. Moughabghab (občanským jménem Daher Moughabghab) (29. října 1855, Ain Zhalta, Libanon - 8. září 1947, Alexandrie) byl melchitský řeckokatolický patriarcha Antiochie a celého Východu, Alexandrie a Jeruzaléma.

## Kněz a biskup
V roce 1883 byl vysvěcen na kněze, roku 1899 byl jmenován eparchou v Zahlé-Furzolu, potvrzen a vysvěcen byl následujícího roku.

## Patriarcha
Po smrti patriarchy Demetria jej synod zvolil 8. prosince 1925, potvrzen byl papežem dne 21. června 1926. Jako patriarcha působil až do své smrti v roce 1947; zemřel v rezidenci patriarchů v egyptské Alexandrii.

### Duchovní protektor Řádu sv. Lazara (1925-1930)
Jako patriarcha byl od svého nástupu duchovním protektorem Vojenského a špitálního řádu svatého Lazara Jeruzalémského; na tuto funkci rezignoval v roce 1930 a jmenoval duchovního velkopřevora řádu, jímž se stal Mons. Grégoire Haggiar, archieparcha akkonský.